# Ipimorpha submarginata
Ipimorpha submarginata är en fjärilsart som beskrevs av Barend J. Lempke 1965. Ipimorpha submarginata ingår i släktet Ipimorpha och familjen nattflyn. Inga underarter finns listade i Catalogue of Life.